# فستوكة غنمية
الفستوكة الغنمية نوع نباتي يتبع جنس الفستوكة من الفصيلة النجيلية.

## معرض صور

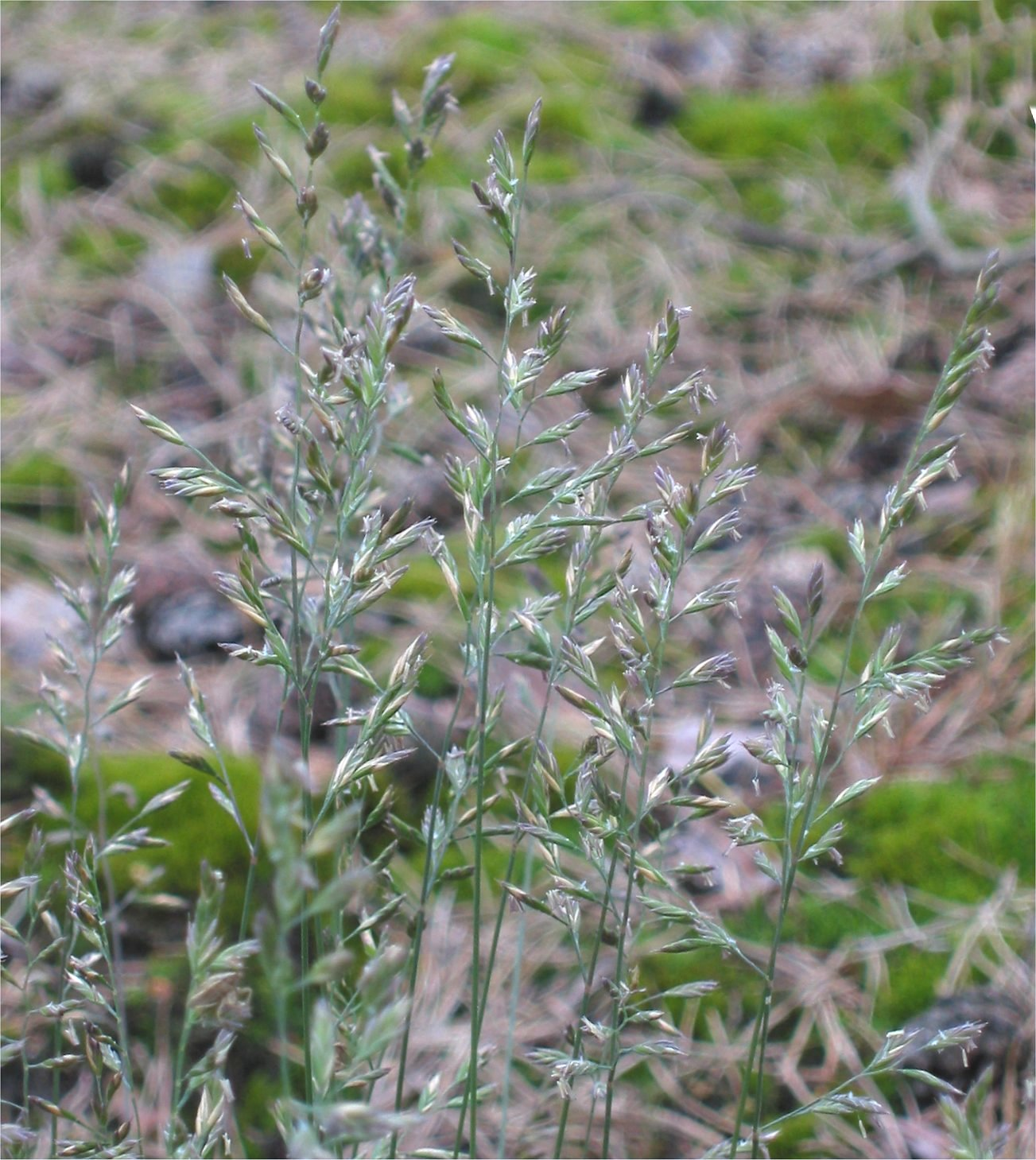
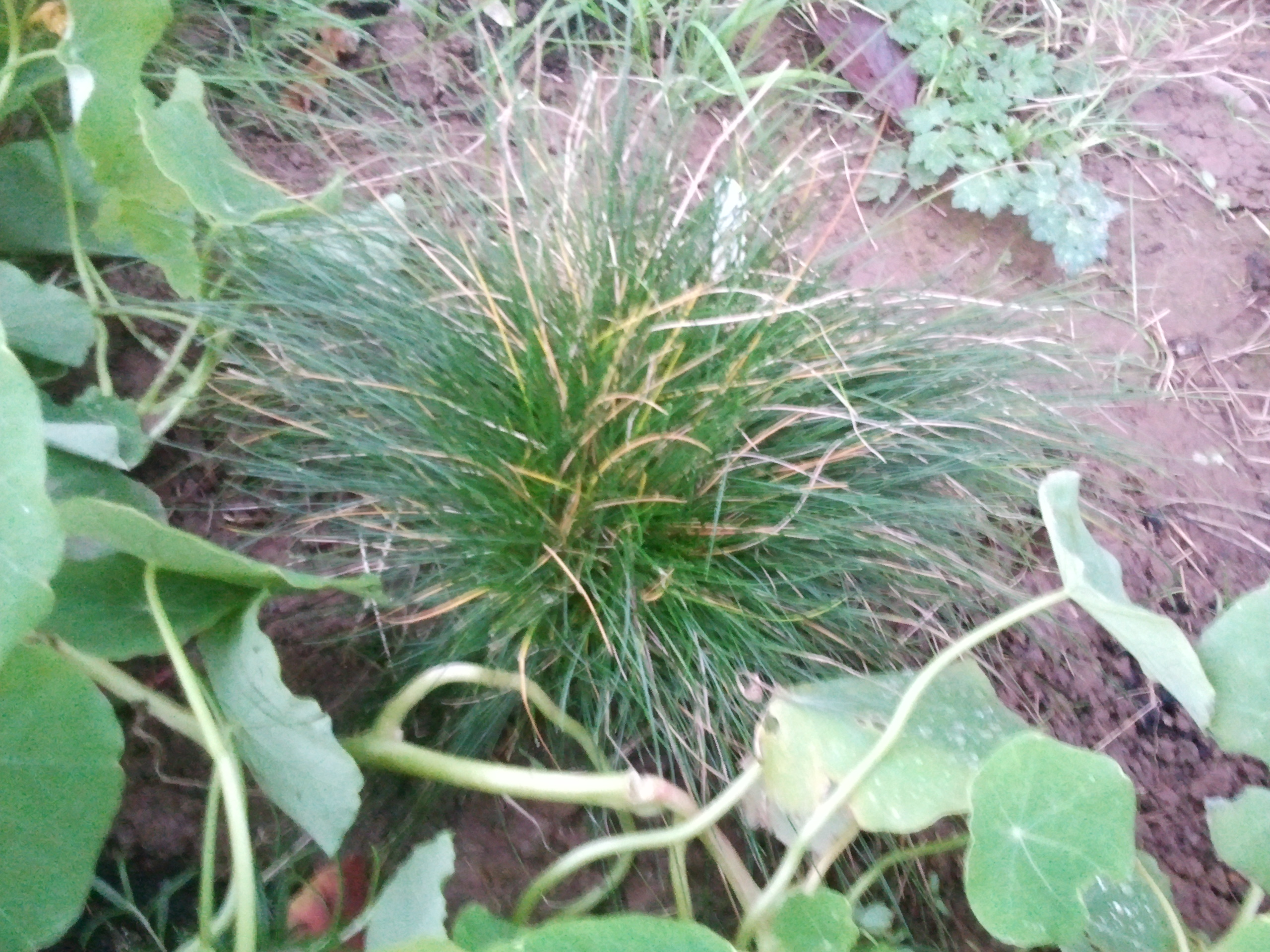
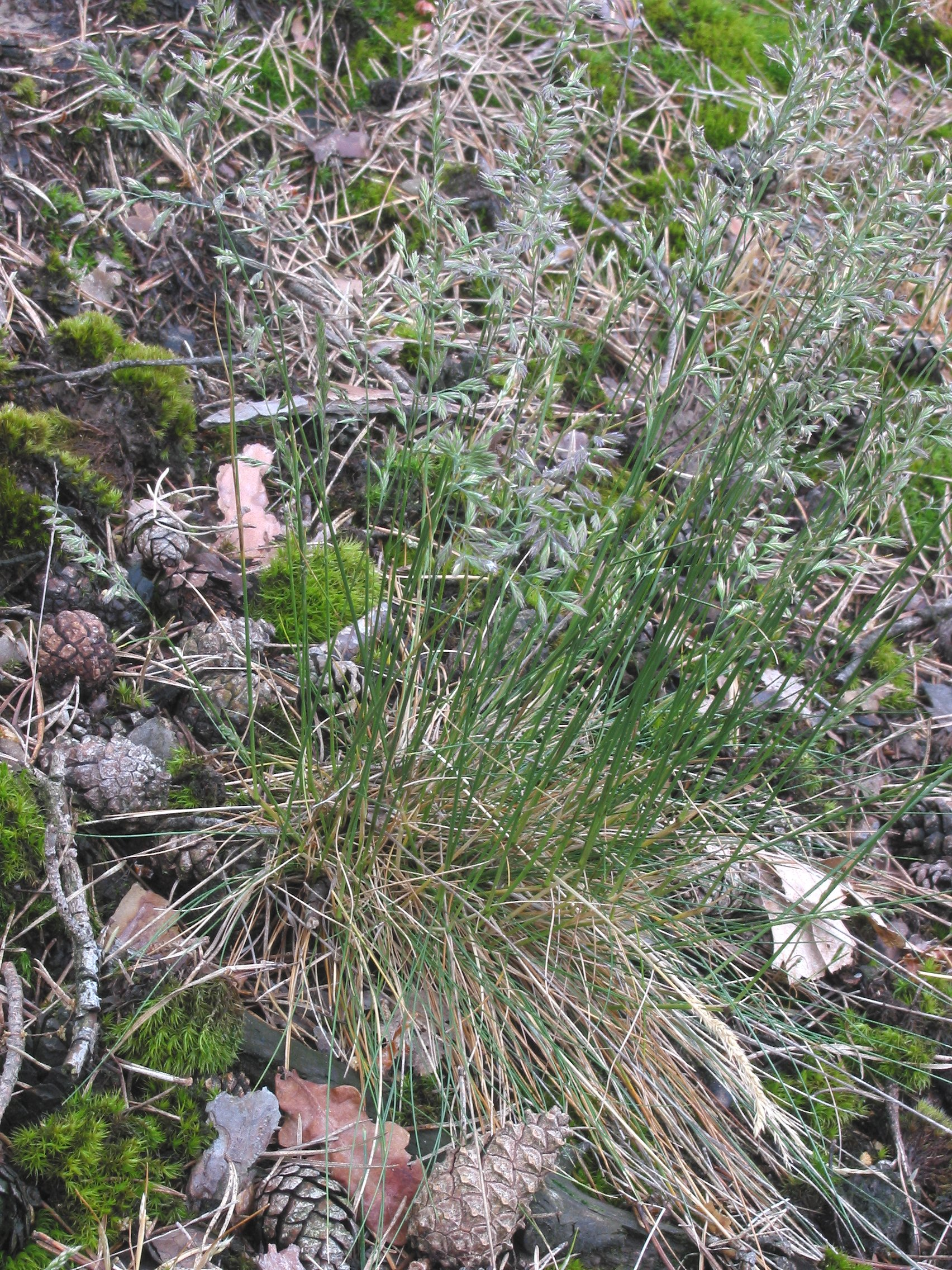
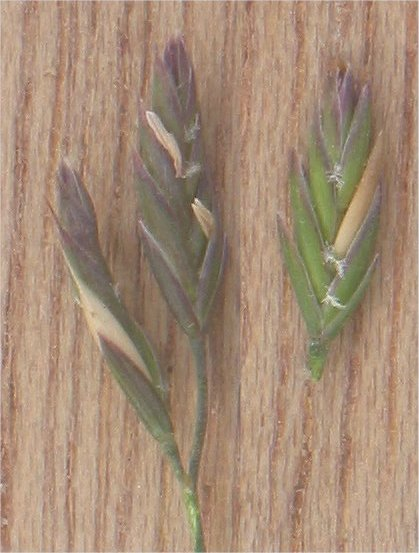
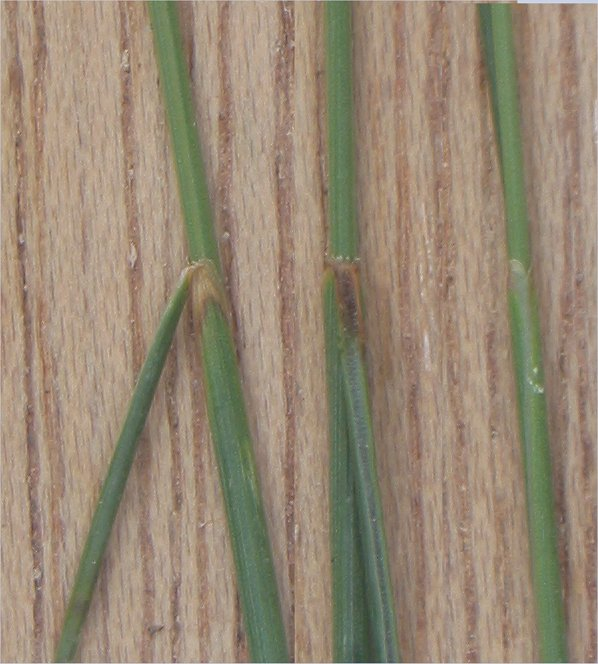

## الوصف النباتي
النبات عشبي.